# Potentilla chulensis
Potentilla chulensis är en rosväxtart som beskrevs av Hans Siegfried, Amp; R. Keller och Keller. Potentilla chulensis ingår i Fingerörtssläktet som ingår i familjen rosväxter. Inga underarter finns listade i Catalogue of Life.